# Buslav
Buslav, właśc. Tomasz Nikodem Busławski (ur. 9 lipca 1985 w Rogoźnie) – polski multiinstrumentalista, kompozytor i twórca tekstów. Twórca autorskiego projektu pod nazwą Buslav. Jego muzyka oscyluje na granicy popu, delikatnej elektroniki i piosenki poetyckiej. Jego debiutancki album zatytułowany Buslav ukazał się 7 października 2016. W 2017 roku artysta został nominowany do Nagrody Muzycznej Fryderyk w kategoriach Album Roku Pop oraz Fonograficzny Debiut Roku.
Karierę zaczynał jako muzyk sesyjny, współpracując z artystami krajowymi i zagranicznymi (m.in. Mariką, Mieczysławem Szcześniakiem, Sedativą, Team Horn Section NYC). Pracował też z Anną Marią Jopek, Noviką, Maciejem Maleńczukiem czy Smolikiem. Występował m.in. w jazzowych grupach Kovalczyk Big Band Project oraz Retro Funk, a także w kwintecie Goryl, gospelowym TGD (Trzecia Godzina Dnia), zagrał też na płycie dubowo-reggae'owego składu Sedativa, a także należał do nowojorskiego bandu wokalistki Cheryl Pepsii Riley.
Buslav zagrał gościnnie na duduku w „Piosence o Wojtku” wykonywanej przez Marikę i Maleo Reggae Rockers.
Jego piosenki pojawiły się w 4. sezonie serialu TVN Druga szansa.